# Peder Syv
Peder Pedersen Syv (Syv, 1631 – Hellested, 1702) è stato un filologo danese.
Nel 1685 diede alla luce L'idioma danese o Grammatica, la prima grammatica mai scritta della lingua danese.